# 鹿鼎記 (1977年電視劇)
《鹿鼎記》是1977年電視劇，也是佳藝電視金庸劇之一。該劇完成於原作出版後5年，是原作衍生的第一部影視作品。佳視大膽以文雪兒反串飾演韋小寶，程思俊飾演康熙。全劇一共50集。監製是蕭笙，編導是梁國強。主題曲鹿鼎記,主唱關正傑。由於此劇是原作出版後5年，所以此劇是據原作第一版拍攝。佳視倒閉後，此劇歸無線電視所有，至今並未有重播，但幾年前在經典台播出一些片段，所以網上便流傳了一些片段。此劇至今只知部分的演員表。

## 演員表

### 主演
- 韋小寶－文雪兒（反串）
- 康熙－程思俊

### 小寶老婆
- 蘇荃－馬海倫
- 方怡－陳琪琪
- 阿珂－花居冠
- 建寧公主－梁翠紅
- 曾柔－李海敏
- 沐劍屏－羅安琪
- 雙兒－李通明

### 天地會
- 陳近南－白彪
- 風際中－秦煌
- 茅十八－馬宗德
- 徐天川－巴山

### 神龍教
- 洪安通－曹達華
- 神龍教使者－鄭裕玲（跳龍套）
- 毛東珠－湘漪

### 朝延
- 鰲拜－唐迪
- 海大富－金貴
- 吳三桂－江文聲
- 楊溢之－劉國松

### 其他
- 陳圓圓－陳曼娜
- 韋春花－岺青媚
- 阿琪－鄭裕玲